# Virgen con el Niño entronizados

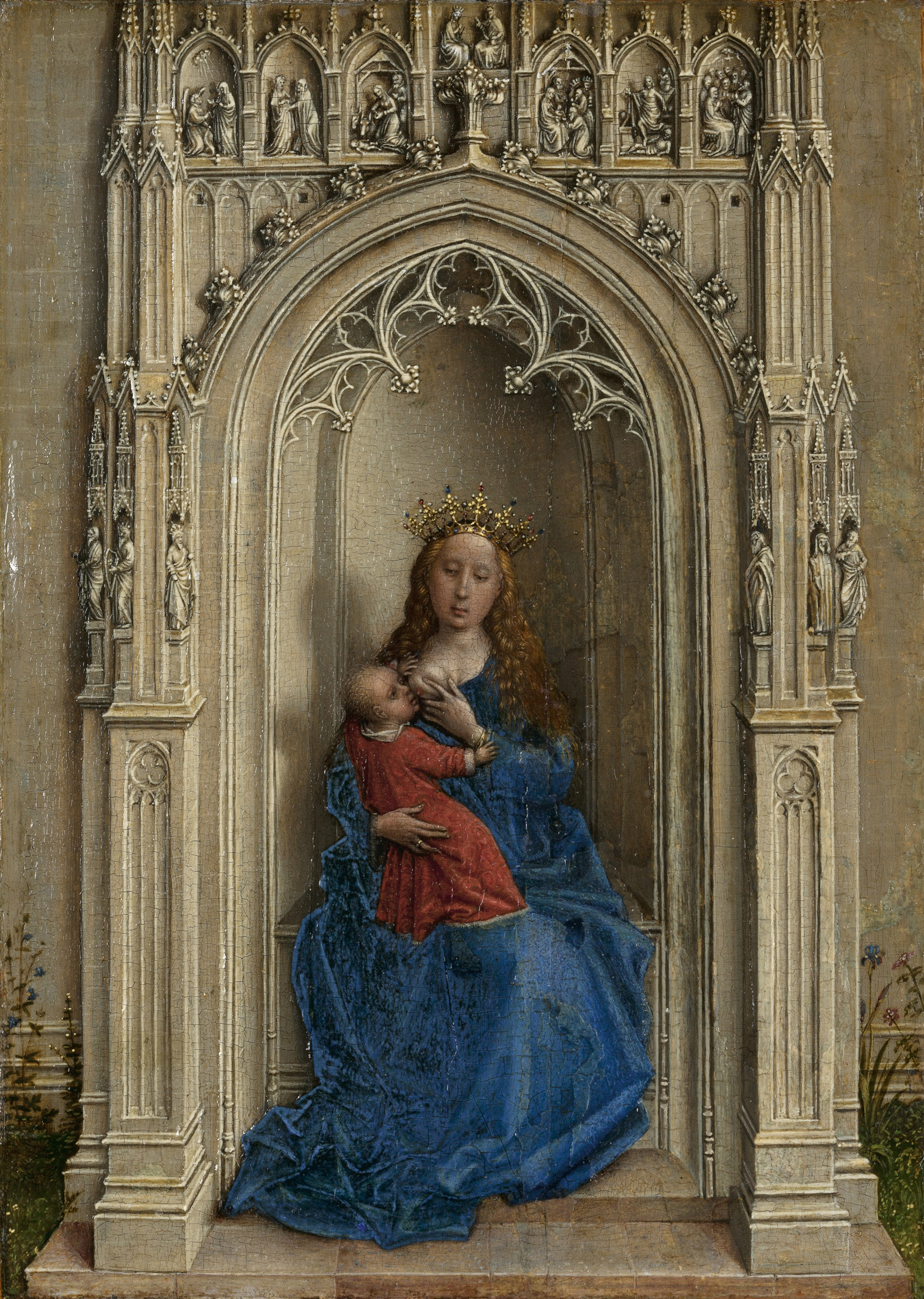
Virgen con el Niño entronizados, Museo Thyssen-Bornemisza, Madrid.

La Virgen con el Niño entronizados (también conocida como la Madonna Thyssen) es un pequeño óleo sobre tabla de roble datado hacia 1433, normalmente atribuido al maestro del primitivo flamenco Rogier van der Weyden. Está estrechamente relacionado con su Virgen de pie, completada durante el mismo periodo. La tabla está llena de iconografía cristiana, incluyendo representaciones de profetas, la Anunciación, la infancia y la resurrección de Cristo, y la coronación de María. Por lo general se considera la más antigua obra conservada de van der Weyden, uno de los tres trabajos atribuidos a él donde aparece una Virgen con el niño colocados en un nicho en una pared exterior de una iglesia gótica. La tabla se guarda en el  Museo Thyssen-Bornemisza de Madrid.
La tabla parece ser el ala izquierda de un díptico posteriormente separado, quizás con el San Jorge y el dragón ahora en la Galería Nacional de Arte, Washington D. C. en el panel derecho. Como obra temprana de van der Weyden, tiene influencias de Robert Campin y Jan van Eyck. Rogier van der Weyden sirvió como aprendiz con Campin, y el estilo de su maestro se aprecia en la arquitectura del nicho, el tipo facial de la Virgen, su pecho expuesto y el tratamiento de su cabello.

## Descripción

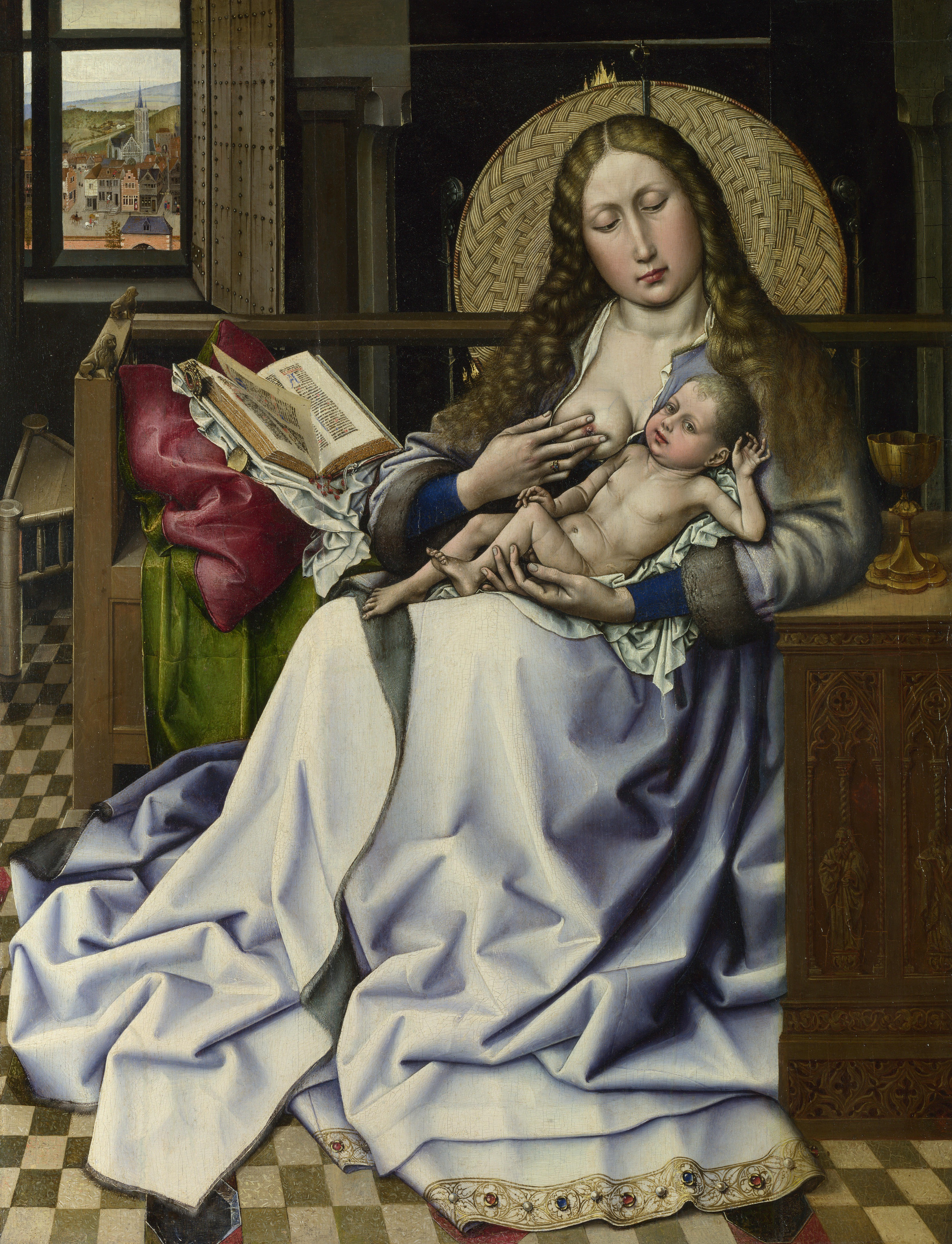
Robert Campin, la Virgen y el Niño ante una pantalla, hacia 1430, Galería Nacional, Londres.

La tabla es la más pequeña existente de van der Weyden y sigue la tradición de la Virgen Lactante o de la Leche, con diferencias significativas. Cristo está vestido con una túnica roja, en contraste con el mínimo paño blanco que usualmente muestra en las imágenes de la Virgen con el Niño del siglo XV. Esta es una de las dos únicas excepciones conocidas donde aparece plenamente vestido; la otra es la Virgen de Francfort de Robert Campin, donde  es mostrado con una prenda azul. El cabello rubio de María cae sobre sus hombros y hacia los brazos. Mostrando la influencia de Campin, está cepillado por detrás de las orejas. Lleva una corona como Reina de los Cielos y un anillo en un dedo como Novia de Cristo. Reforzando esto, el color azul de su túnica alude a su devoción y fidelidad a su hijo. Los pliegues de su vestido amplios y nítidos recuerdan a los de la escultura gótica.
El espacio pictórico está bañado en una luz suave, influencia de Jan van Eyck. La luz cae desde la derecha, proyectando las sombras de las cabezas de María y el Niño en la pared izquierda del nicho. Son mostrados sentados en una capilla gótica pequeña u oratorio que sobresale de una pared y se abre a un césped. La pintura presta mucha atención a los pequeños detalles realistas; por ejemplo, hay cuatro agujeros pequeños por encima de cada arco, que probablemente sostendrán andamios.Como en otras representaciones tempranas de van der Weyden de la Virgen, su cabeza es ligeramente más grande de lo que correspondería al cuerpo. Su vestido está arrugado y casi parece papel. Sin embargo, la descripción de su regazo contiene incongruencias similares a las de la Virgen y el Niño ante una pantalla; parece que le falte volumen y es como si solo tuviera una pierna. Esto parece reflejar una dificultad temprana tanto con el escorzo como en la representación de un cuerpo bajo la ropa.
La capilla es irrealmente pequeña en comparación con la Virgen; van der Weyden muestra la intención de enfatizar la presencia de la Virgen mientras simbólicamente representa a la Iglesia y toda la doctrina de la Redención. La tabla es una de las tres supervivientes de van der Weyden en que la Virgen y el Niño están encerrados de este modo. Sin embargo es inusual en que el nicho existe como característica separada dentro del cuadro, comparado con los otros dos trabajos donde el recinto coincide casi con el borde de la pintura, casi como parte del marco, una razón por la que se cree que es anterior a La Virgen de pie.
Hay diferencias simétricas entre los lados derecho e izquierdo de la pintura. Esto es más notable con el contrafuerte, donde los bordes que retroceden son más de la mitad del tamaño de los que están en los lados frontales. Además, la amplitud del contrafuerte contradice la profundidad espacial del espacio mucho más estrecho ocupado por la Virgen y el  Niño. Este es un problema técnico con el escorzo con el que Campin también luchó, pero al contrario que su maestro, Rogier van der Weyden lo resolvió en su trabajo maduro.

## Iconografía
El trabajo es rico en simbolismo y elementos iconográficos, de una manera mucho más pronunciada que en la Virgen de pie. Un iris crece al lado de un edículo, representando el dolor de la Virgen en la Pasión, y por el otro lado una aguileña, recordando los Dolores de la Virgen. Este uso simbólico de las flores es de nuevo un motivo eyckiano. Si bien pueden parecer incongruentes con el encuadre arquitectónico, este era el efecto que probablemente van der Weyden buscaba.

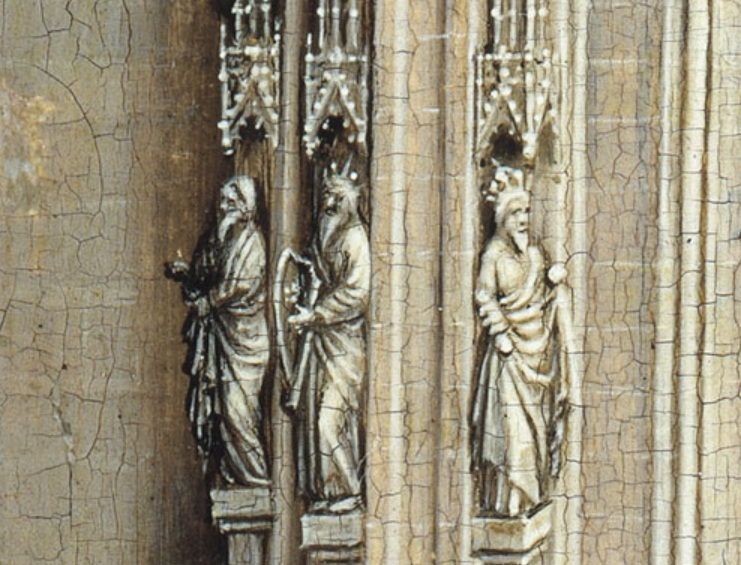
Figuras a la izquierda de la Virgen. David, en el centro, sostiene un arpa.

El dintel contiene seis relieves del Nuevo Testamento con escenas de la Vida de la Virgen. Los primeros cuatro, Anunciación, Visitación, Natividad y Adoración de los Reyes Magos, están asociados con la maternidad y la infancia. Les siguen la Resurrección y Pentecostés. Sobre ellos, superando una "pasiflora", está la Coronación de la Virgen. Las jambas a ambos lados de la Virgen están adornadas con estatuillas, probablemente de profetas del Antiguo Testamento. De estas solo David, segundo a la izquierda, ha sido identificado. El hombre barbudo a la izquierda de David es probablemente Moisés, el hombre con el gorro a la derecha es probablemente el "profeta de la lamentación" Jeremías. En el lado opuesto, las figuras exteriores pueden ser Zacarías e Isaías.
Con su uso de la grisalla, van der Weyden distingue entre el reino terrenal de carne y hueso, y el divino, representado por las figuras escultóricas antiguas, que parecen congeladas en el tiempo. La historiadora del arte Shirley Blum cree que estas figuras fueron relegadas a elementos arquitectónicos simulados para no desplazar la imagen devocional central.
El arreglo de los elementos escultóricos puede haber sido influido por el Pozo de Moisés de Claus Sluter (hacia 1395–1403), que tiene una alineación similar. En la Cartuja de Champmol, los profetas representan a los jueces de Cristo (Secundum legem debet mori, "según esa ley debe morir") y por tanto están ligados a la crucifixión. En la obra de van der Weyden están asociados a la Virgen. Aunque retratar figuras en nichos tiene una larga tradición en el arte del norte, la representación de las figuras como esculturas fue exclusiva de la década de 1430, y aparece por primera vez en el Políptico de Gante de van Eyck.

## Díptico

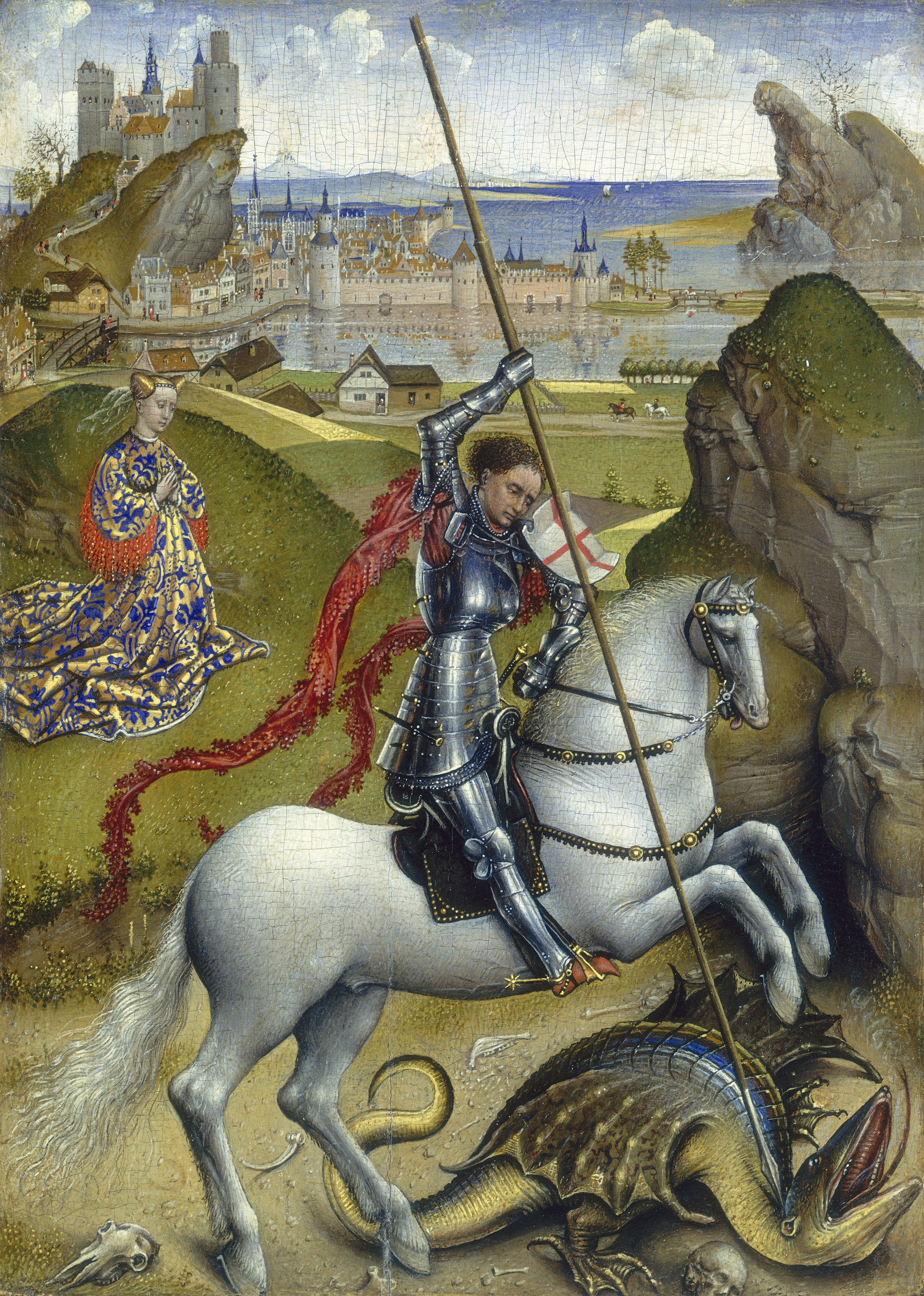
San Jorge y el dragón, National Gallery of Art, Washington D. C.

La tabla puede haber sido concebida como ala izquierda de un díptico posteriormente separado, o como frontal de un panel pintado por ambos lados. El historiador del arte Erwin Panofsky sugiere que el San Jorge de Washington de 1432–35 es el ala opuesta más probable. En ese trabajo, San Jorge, mirando hacia adentro y a la derecha, mata al dragón ante la princesa libia. A pesar de que el emparejamiento podría parecer incongruente, su Virgen de pie es ampliamente aceptado que estaría unida a la Santa Catalina de Alejandría en Viena. En ambas tablas, los santos miran hacia adentro y están dentro de paisajes plenos. En contraste, en ambas tablas izquierdas, la Virgen y el Niño están colocados frontalmente (aunque se evita el contacto visual) y aislados dentro de espacios arquitectónicos de fría grisalla.

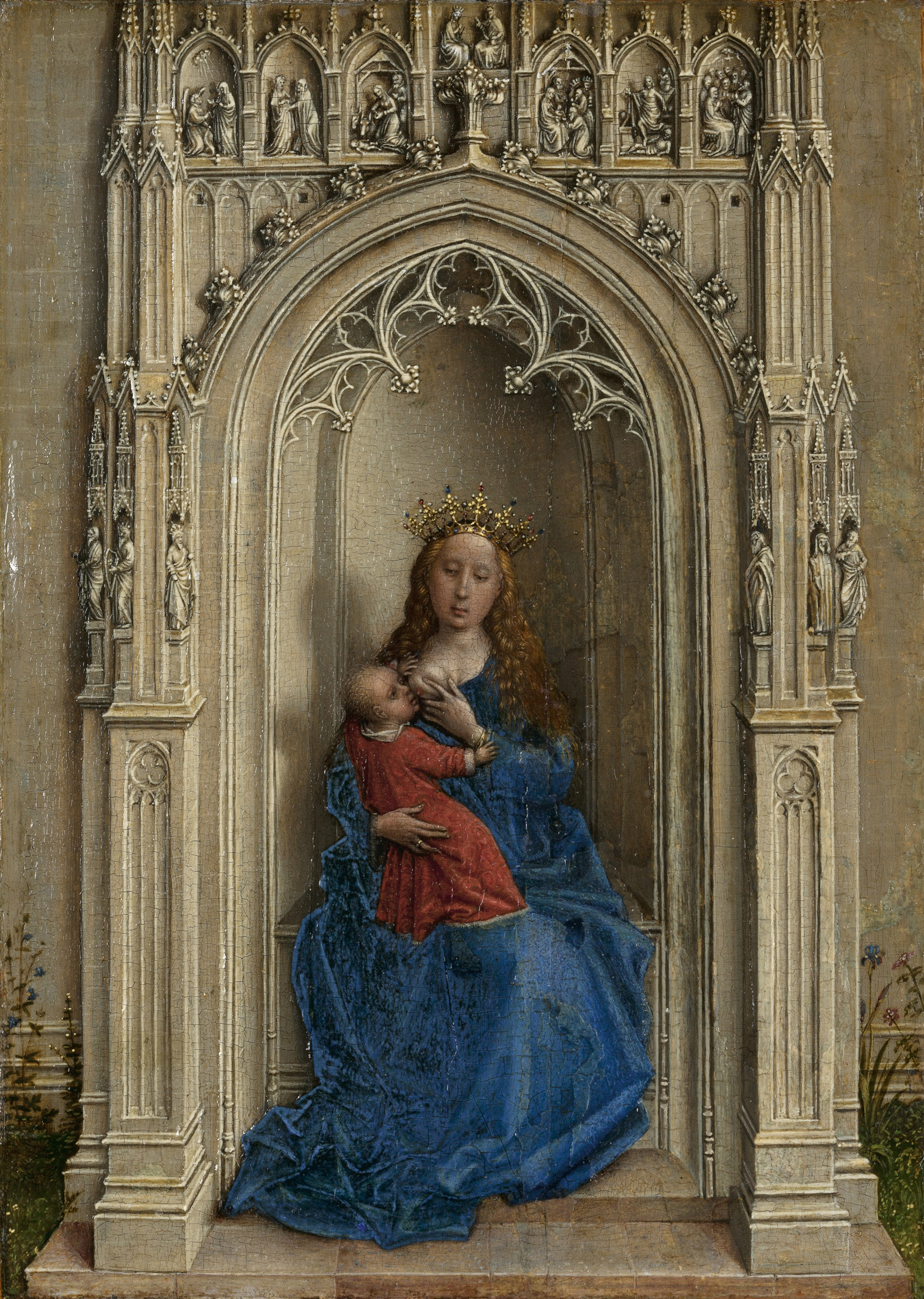
Virgen con el Niño entronizados, Museo Thyssen-Bornemisza, Madrid.

Blum sugiere que van der Weyden buscó yuxtaponer el ámbito sobrenatural de la Virgen y el Niño con el entorno terrenal y la vestimenta contemporánea de los santos. Ella describe que los emparejamientos sirven para colocar a cada santo como 'testigo viviente' de la presencia estática, eterna de la Virgen y el Niño". Escribe que "Solo en tales trabajos tempranos encontramos esta clase de solución obvia. Por la época del Descendimiento de la Cruz y la Virgen Durán, van der Weyden ya ha desarrollado un medio más complejo y eficaz de mezclar lo temporal y atemporal".

## Datación y atribución
La tabla se parece mucho a la obra de van der Weyden hacia 1430–32 Virgen de pie, y parece influida por el trabajo de Robert Campin, con quien realizó su aprendizaje. Está especialmente cerca de la obra de Campin de 1430 Virgen y Niño ante una pantalla, ahora en Londres; uno de los últimos trabajos que Campin completó antes de que van der Weyden abandonara su taller el 1 de agosto de 1432. En ambos, la Virgen tiene pechos grandes, llenos, con los dedos apretando mientras amamanta al Niño. Hay otras semejanzas en sus características faciales y expresión; el color, estilo, y posición de su cabello; así como la pose. Lorne Campbell atribuye el trabajo al taller de van der Weyden, mientras el historiador del arte John Ward lo acredita a Campin y le da una fecha de hacia 1435.

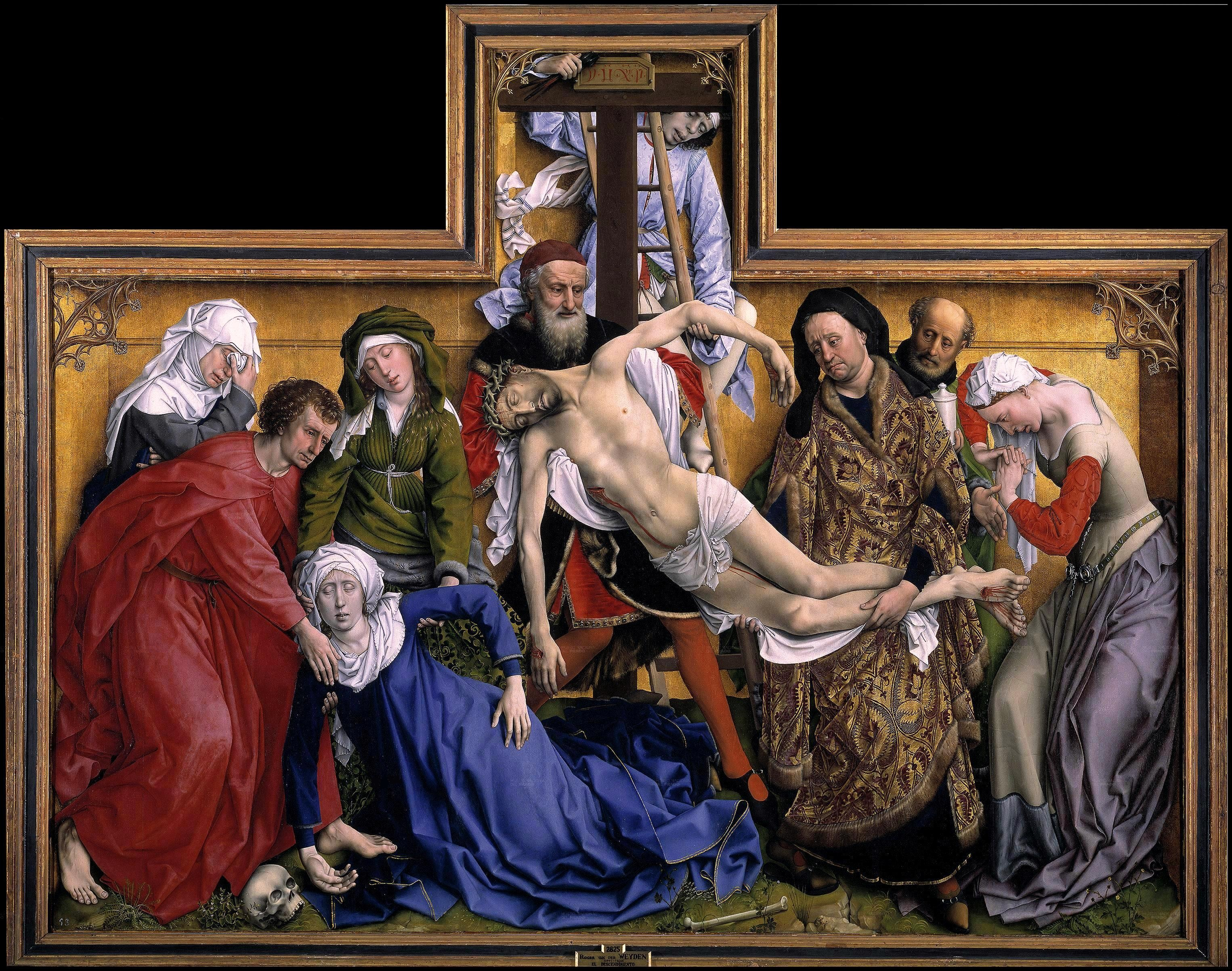
En el Descendimiento de la cruz, las figuras de carne y hueso adquieren un aspecto claramente escultórico.

La tesis de Ward se basa en el hecho de que la tabla Thyssen, así llamada por guardarse en el Museo Thyssen-Bornemisza, está mayormente influenciada por Campin, mientras la contemporánea y más sofisticada Virgen de pie se basa en gran medida en van Eyck. Encuentra un cambio tan repentino improbable, mientras también señala que estos trabajos evidencian algunas dificultades técnicas que Campin nunca consiguió resolver, especialmente respecto al escorzamiento y la plasmación del cuerpo bajo las túnicas. También señala las semejanzas arquitectónicas con la obra de Campin  Matrimonio de María, aunque esto puede ser otra mera influencia.
La pintura fue realizada al principio de la carrera de van der Weyden, probablemente justo después de terminar su aprendizaje con Robert Campin. Aunque altamente logrado, está lleno de un simbolismo amable ausente de sus trabajos más maduros. Es una de las tres pinturas que se le atribuyen, todas trabajos tempranos, que muestran a la Virgen y el Niño dentro de un encuadre arquitectónico, rodeados con figuras escultóricas ficticias, pintadas, siendo las otras La Virgen de pie y la Virgen Durán.
La figuración escultórica se convertirá en un sello distintivo del trabajo maduro de van der Weyden, y donde mejor se tipifica es en el Descendimiento de Madrid, donde las figuras de luto se colocan y adoptan posturas normalmente vistas en la escultura. Erwin Panofsky identificó este trabajo y la Virgen de pie como las primeras obras conservadas de van der Weyden; son también sus tablas más pequeñas. Panofsky dató ambas tablas hacia 1432–34, y las creía obras tempranas basadas en razones estilísticas, su escala casi de miniatura, y debido a las evidentes influencias de Campin y van Eyck.